# Appias nero
Albatros orange
Espèce
Appias nero, l’Albatros orange, est une espèce de lépidoptères (papillons) de la sous-famille des Pierinae (famille des Pieridae). Il se rencontre dans le Nord de l'Inde et en Asie du Sud-Est.
C'est sans doute l'unique espèce de papillons connue entièrement orange.

## Description
Ce papillon, au corps long et mince et atteignant 8 cm d'envergure, est remarquable car il est entièrement orange (pour le mâle). Il a des nervures noires sur les ailes et de longues antennes fines. La femelle possède en plus des marges alaires noires et une bande noire sur les ailes postérieures.
La chenille se nourrit de feuilles de capparidacées, notamment du genre Capparis.

## Répartition
Il se rencontre dans le Sud-Est asiatique, du nord de l'Inde au Vietnam, en Malaisie et à Taïwan, aux Philippines, à Bornéo et à Java, à Sumatra et à Bali et îles proches.

## Habitat
Il vit dans les forêts tropicales des zones humides. Le mâle apprécie les rives sableuses. La femelle vit dans les cimes des arbres.

## Liste des sous-espèces
[réf. nécessaire]
- Appias nero baweanicus
- Appias nero chelidon
- Appias nero corazonae
- Appias nero domitia
- Appias nero fleminius
- Appias nero figulina
- Appias nero galba
- Appias nero nero
- Appias nero neronis
- Appias nero palawanica
- Appias nero pulonus
- Appias nero ramosa
- Appias nero soranus
- Appias nero tibericus
- Appias nero zamboanga

## Systématique
Le nom valide complet (avec auteur) de ce taxon est Appias nero (Fabricius, 1793).
Appias nero a pour synonymes :
- Appias nero subsp. domitia (C.Felder & R.Felder, 1862)
- Appias nero subsp. yamazakii Sonan, 1936
- Pieris asterope Felder & Felder, 1862
- Pieris domitia Felder & Felder, 1862
- Pieris zamboanga Felder & Felder, 1862
- Tachyris nero hainanesis Fruhstorfer, 1902[4]